# سلمان الحليله
سلمان خالد مرزوق حليله العازمي (10 ديسمبر 1969 - )؛ نائب سابق في مجلس الأمة الكويتي.

## نبذة شخصية
وُلد سلمان الحليلة في الكويت عام 1969، متزوج وحاصل على شهادة الثانوية العامة، شارك في انتخابات مجلس الأمة الكويتي 2020 وحصل على المركز الخامس في الدائرة الثانية ب 2866 صوت وفاز بالانتخابات.

## انتخابات مجلس الأمة
| الانتخابات    | الدائرة الانتخابية | المركز                 | عدد الأصوات | النتيجة |
| ------------- | ------------------ | ---------------------- | ----------- | ------- |
| انتخابات 2013 | الدائرة الثانية    | المركز الثالث عشر      | 1,079 صوت   | خسر     |
| انتخابات 2014 | الدائرة الثانية    | المركز الرابع - تكميلي | 1,449 صوت   | خسر     |
| انتخابات 2016 | الدائرة الثانية    | المركز الثاني عشر      | 1,668 صوت   | خسر     |
| انتخابات 2019 | الدائرة الثانية    | المركز التاسع - تكميلي | 3,752 صوت   | خسر     |
| انتخابات 2020 | الدائرة الثانية    | المركز الخامس          | 2,866 صوت   | فاز     |

## أبرز مواقفه في مجلس الأمة

### مجلس الأمة 2020
| الكتل                                                   | مستقل        |
| اللجان                                                  | لا يوجد      |
| استجواب الوزير حمد جابر العلي الصباح                    | ضد الاستجواب |
| استجواب وزير الخارجية أحمد ناصر المحمد الصباح           | ضد الاستجواب |
| استجواب وزير الأشغال علي حسين الموسى                    | ضد الاستجواب |
| رفع الحصانة عن النائب شعيب المويزري في شكوى رئيس المجلس | موافق        |
| رفع الحصانة عن النائب محمد المطير                       | موافق        |
| رفع الحصانة عن النائب ثامر السويط                       | موافق        |
| رفع الحصانة عن النائب خالد مؤنس العتيبي                 | موافق        |